# Завод паливних присадок у Ліньї
Завод паливних присадок у Ліньї — розташоване у китайській провінції Шаньдун нафтохімічне виробництво, котре здійснює випуск високооктанових паливних присадок.
У 2013 році на майданчику Shandong Huachao Chemical ввели в експлуатацію установку випуску ізооктану потужністю 240 тисяч тон на рік. Ця паливна присадка продукується шляхом реакції ізобутилена з ізобутаном, при цьому завод в Ліньї мав власну установку ізомеризації бутану. Крім того, тут діяло виробництво іншої високооктанової паливної присадки — метилтретинного бутилового етеру (MTBE) — потужністю 60 тисяч тон. Цей продукт також отримують з ізобутилену, але його реакцією з метанолом.
А в 2017 році потужність майданчику по MTBE збільшили на 200 тисяч тон (за іншими даними — до 200 тисяч тон). При цьому одночасно організували власне виробництво ізобутилену, для чого придбали у компанії Honeywell UOP відповідну ліцензію. Споруджена на її основі установка дегідрогенізації ізобутану дозволяє випускати 200 тисяч тон ізобутилена на рік.